# Годрова, Даниэла
Даниэла Годрова (чеш. Daniela Hodrová; 5 июля 1946, Прага — 31 августа 2024, там же) — чешская писательница, филолог-теоретик, историк чешской, романских и русской литератур, специалист по сравнительному литературоведению, переводчица
.

## Биография
Дочь актёра Зденека Годра (1908—1984). Закончила Карлов университет, защитила диплом по творчеству Андрея Белого. Работала редактором в крупном столичном издательстве Одеон (1972—1975). C 1975 — в Институте чешской литературы АН. Защитила диссертацию по древнерусской повести (1977), переводила и пропагандировала труды М.Бахтина, опубликовала несколько монографий о современном романе («В поисках романа», 1989, и др.). Прозу начала писать в конце 1970-х гг., но напечатать её смогла только после бархатной революции.
Муж — писатель Карел Милота (1937—2002).
Умерла 30 августа 2024 года в возрасте 78 лет.

## Сочинения

### Проза
- В двух лицах/ Podobojí, Severočeské nakladatelství, 1991
- Куклы/ Kukly, Práce, 1991
- Тета/ Théta, Československý spisovatel, 1991
- И стал град…/ Město vidím…, Euroslavica, 1992 (литературный путеводитель по Праге)
- Иванов день/ Perunův den, Hynek, 1994
- Ztracené děti, Hynek, 1997
- Город мучений/ Trýznivé město, Hynek, 1999 (романная трилогия: В двух лицах, Куклы, Тета)
- Komedie, Torst, 2003
- Citlivé město, Akropolis, 2006
- Vyvolávání, Malvern, 2010
- Točité věty, Malvern, 2015
- Ta blízkost, Malvern, 2019
- Co přichází aneb Cesta na Kouzelný vrch, Malvern, 2024

### Научные труды
- Hledání románu, Československý spisovatel, 1989
- Román zasvěcení, H+H, 1993
- Místa s tajemstvím, Koniasch Latin Press, 1994

## Признание
Проза Годровой переведена на многие европейские языки. Ей присуждены Государственная премия по литературе (2011), Премия Франца Кафки (2012).